# Brachystelma molaventii
Brachystelma molaventii är en oleanderväxtart som beskrevs av R. G. Peckover och A. E. van Wyk. Brachystelma molaventii ingår i släktet Brachystelma och familjen oleanderväxter. Inga underarter finns listade i Catalogue of Life.